# تفاح قطلبي الورق
تفاح قطلبي الورق (الاسم العلمي:Malus arbutifolia) هي نوع نباتي يتبع جنس التفاح من الفصيلة الوردية.  